# 约尔格·兰德福格特
约尔格·兰德福格特（德語：Jörg Landvoigt，1951年3月23日—），德国男子赛艇运动员。他曾代表东德参加1972年、1976年和1980年夏季奥林匹克运动会赛艇比赛，获得一枚金牌和一枚铜牌。

## 家庭
孪生兄弟贝恩德·兰德福格特。